# كراش (جيشان)

تعديل مصدري - تعديل

كراش هي إحدى قرى عزلة جيشان بمديرية جيشان التابعة لمحافظة أبين، بلغ تعداد سكانها 138 نسمة حسب تعداد اليمن لعام 2004.